# Джокер: Божевілля на двох
«Джокер: Божевілля на двох» (фр. Joker: Folie à Deux) — американський художній фільм режисера Тодда Філліпса, сиквел кінокартини «Джокер» (2019). Головну роль знову виконає Хоакін Фенікс, роль Гарлі Квінн – Леді Гага. Прем'єра відбулась 4 вересня 2024 року на 81-му Венеційському міжнародному кінофестивалі, а театральна — 3 жовтня 2024 року в Україні та 4 жовтня в США.

## Сюжет
Дія фільму відбувається у вигаданому місті Ґотем. Головний герой — божевільний злочинець Артур Флек, який взяв собі прізвисько «Джокер». За попередньою інформацією, дія розпочнеться в психіатричній клініці Аркгем.

## У ролях
| Актор           | Роль                 |
| --------------- | -------------------- |
| Хоакін Фенікс   | Артур Флек / Джокер  |
| Леді Гага       | Гарлі Квінн          |
| Зазі Бітц       | Софі Дюмон           |
| Брендан Глісон  | Джекі Салліван       |
| Кетрін Кінер    | Маріанна Стюарт      |
| Гаррі Лоуті     | Харві Дент           |
| Джейкоб Лофленд | Рікі Мелін           |
| Стів Куґан      | Педді Мейерс         |
| Кен Люн         | доктор Віктор Лю     |
| Білл Смітровіч  | суддя Герман Ротвакс |

## Український Дубляж
- Студія: Постмодерн
- Перекладач: Олег Колесніков
- Режисер дубляжу: Катерина Брайковська
- Звукорежисер: Андрій Желуденко
- Координатор проєкту: Юлія Кузьменко

Ролі дублювали:
- Артур — Андрій Твердак
- Лі — Анна Бащєва
- Джекі — Максим Кондратюк
- Меріен — Тамара Морозова
- Майк — Володимир Терещук
- Охоронець — Володимир Плахов
- Ротвекс — Євген Пашин
- Дент — Євгеній Лісничий
- Ґері — Акмал Гурєзов
- Педді — Юрій Гребельник
- Софі — Юлія Шаповал
- Старший охоронець — Михайло Кришталь
- Доктор Бітті — Леся Островська

А також: Максим Самчик, Кирило Татарченко, Сергій Кияшко, Андрій Соболєв, Михайло Войчук, Володимир Кокотунов, Володимир Гурін, Ольга Радчук, Олег Лепенець, та інші

## Виробництво
Фільм «Джокер» спочатку був задуманий як оригінальний та самостійний твір без продовжень. Проте режисер Тодд Філліпс ще влітку 2019 заявив, що в принципі зацікавлений у створенні сиквела. У жовтні 2019 року Хоакін Фенікс дав інтерв'ю Пітеру Треверсу, в якому поговорив про можливе повернення до ролі Артура. «Я не можу перестати думати про це… Якщо є ще щось, що ми можемо зробити з Джокером — це може бути цікаво».
20 листопада 2019 The Hollywood Reporter оголосив, що продовження фільму «Джокер» вже знаходиться в розробці і що Філліпс, Скотт Сільвер і Фенікс беруть участь у проєкті. Deadline Hollywood того ж дня спростував цю новину, заявивши, що переговорів щодо продовження навіть не було. Філліпс відповів на всі ці повідомлення, сказавши, що таки обговорював можливий сиквел зі студією Warner Bros., проте продовження не буде.
Наприкінці 2020 року стало відомо, що плани створення сиквела фільму «Джокер» таки існують. Події фільму розгорнуться, зокрема, у лікарні Аркхем. У травні наступного року The Hollywood Reporter підтвердив, що сиквел знаходиться на стадії задуму; режисером і сценаристом знову виступить Тодд Філліпс. У січні 2022 року стало відомо, що виробництво розпочнеться у 2023 році та що готовий перший варіант сценарію. Роль Джокера знову отримав Хоакін Фенікс, головну жіночу роль має зіграти Леді Гага (при цьому ЗМІ повідомляють, що Фенікс пропонував взяти на цю роль Руні Мару). У червні 2022 року стало відомо, що робоча назва фільму — Joker: Folie à Deux.

## Маркетинг
Перший тизер фільму вийшов 4 серпня 2022.

## Оцінки критиків
За даними Rotten Tomatoes, 33% з 306 критиків позитивно оцінили фільм, надавши йому середню оцінку 5 балів з 10. На сайті Metacritic, фільм отримав середню оцінку 45/100 на основі 61 рецензії, що відповідає категорії «змішані або середні» відгуки.

## Нагороди
| Рік  | Нагорода                     | Категорія                                                            | Отримувач                 | Результат |
| ---- | ---------------------------- | -------------------------------------------------------------------- | ------------------------- | --------- |
| 2023 | Золотий трейлер              | Найкраща графіка в телевізійному ролику (для повнометражного фільму) | Оголошення дати           | Номінація |
| 2024 | Золотий трейлер              | Найкраща музика                                                      | «Love» (Major Major)      | Номінація |
| 2024 | Золотий трейлер              | Найкращий трилер                                                     | «Love» (Major Major)      | Номінація |
| 2024 | Astra Midseason Movie Awards | Найочікуваніший фільм 2-ї пол. 2024 року                             | Джокер: Божевілля на двох | Перемога  |
| 2024 | The Queerties                | Наступна велика річ                                                  | Джокер: Божевілля на двох | Номінація |
| 2024 | Венеційський кінофестиваль   | Золотий лев                                                          | Тодд Філліпс              | Номінація |
| 2024 | Венеційський кінофестиваль   | Премія «Зірки саундтреку»                                            | Гільдур Ґуднадоттір       | Перемога  |